# Małgorzata Książkiewicz
Małgorzata Książkiewicz (ur. 5 maja 1967 w Zielonej Górze) – polska zawodniczka w strzelectwie, specjalistka w strzelaniu z karabinu pneumatycznego i karabinu kulowego z trzech postaw. Brązowa medalistka olimpijska z Barcelony.
Występowała w barwach Gwardii z rodzinnego miasta. Wielokrotnie zdobywała tytuły mistrza Polski, stawała także na podium mistrzostw Europy. W Barcelonie zdobyła medal w konkurencji karabinu kulowego w trzech postawach. Brała udział w igrzyskach w Atlancie.
Żona strzelca Jacka Kubki, matka tenisistki Martyny Kubki.